# Bergriedbock
Der Bergriedbock (Redunca fulvorufula), auch Südlicher Bergriedbock, ist eine afrikanische Antilope aus der Gattung der Riedböcke.

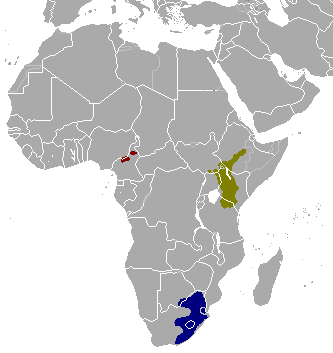
Die Verbreitungsgebiete der Redunca fulvorufula-Artengruppe
Bergriedbock
Adamaoua-Riedbock
Ostafrika-Bergriedbock

## Merkmale
Der Bergriedbock erreicht eine Schulterhöhe von bis zu 76 Zentimetern und wiegt bis zu 27 Kilogramm. Die Hörner werden bis zu 20 Zentimeter lang.
Diese Antilope trägt ein graubraunes Haarkleid mit einem weißen Bauch. Am Kopf und Nacken schimmert es gelblich. Bei Gefahr stellt der Bergriedbock den buschigen Schwanz auf, so dass die weiße Unterseite sichtbar wird. Das Männchen trägt kurze, geringelte und nach vorne geschwungene Hörner. Das Gewicht beträgt 30 kg, die Schulterhöhe 70 cm.

## Verbreitungsgebiet und Lebensraum
Ursprünglich wurden dem Bergriedbock drei Unterarten zugewiesen, deren Verbreitungsgebiet sehr zerrissen war und drei weit voneinander getrennte Territorien umfasste. Diese voneinander isolierten Gruppen gelten heute als eigenständige Arten. Der Südliche Bergriedbock ist in Südafrika, Botswana und Mosambik verbreitet. Allgemein bevorzugen Bergriedböcke gebirgiges oder hügeliges Gelände mit vereinzelten Sträuchern und grasbestandenen Hängen und benötigen die Nähe offener Gewässer.

## Lebensweise
Die Böcke verteidigen ganzjährig ihr Revier, die aus zwei bis sechs Weibchen und deren Kälbern bestehenden Herden bewegen sich frei durch die Territorien. Männchen ohne Revier leben einzeln oder in Junggesellengruppen. Nach der Geburt bleibt das Junge noch zwei bis drei Monate im Dickicht versteckt.
Der grasfressende Bergriedbock ist sowohl nacht- als auch tagaktiv, ruht aber in der Mittagshitze.

## Einzelbelege
1. ↑   Spigane, S. 179